# Pshevorsk
Pshevorsk (Hebreeuws: חסידות פשעווארסק , Jiddisch: (פשעווארסק (הויף)) is een in Antwerpen gevestigde kleine chassidische beweging met vele honderden aanhangers, waarvan de meesten in Antwerpen, Londen en Manchester wonen.
Hun chassidische leer is een combinatie van vier verschillende afsplitsingen van de chassidische beweging Tzanz. Ze hebben een strikt antizionistisch beleid, en veel overeenkomsten met Satmar chassidim.
Het hoofdkwartier van de Pshevorsker chassidim bevindt zich aan de Mercatorstraat 56 in Antwerpen, in de joodse wijk, niet ver van het centraal station.
De beweging is afkomstig uit het Poolse stadje Przeworsk.

## Rebbes van Pshevorsk in Antwerpen
- Rebbe Moshe Yitzchak (Reb Itzele of Reb Itzikel) Gevirtzman van Pshevorsk (1881-1976)
  - Rebbe Yaakov (Reb Yankele) Leiser van Pshevorsk (1907-1998), schoonzoon van Reb Itzikel
    - Rebbe Leibish Leiser of Pshevorsk, huidig Pshevorsker Rebbe, zoon van Reb Yankele

## Geschiedenis
Toen in 1939 de Duitsers Polen binnenvielen, namen zij ook Przeworsk in. Reb Itzikel en Reb Yankele vluchtten naar de Oekraïense stad Lviv (Lemberg), waar de Russen de macht hadden. De Russen boden de in Lviv aanwezige joden het Russische staatsburgerschap aan, maar Reb Itzikel raadde zijn mensen aan dat te weigeren. De volgende dag voerde de KGB een razzia uit waarbij alle joden die het Russische staatsburgerschap geweigerd hadden, (waaronder Reb Itzikel, Reb Yankele en hun volgelingen) werden opgepakt en in treinen naar Siberië werden gedeporteerd. De volgelingen waren zeer teleurgesteld in het ogenschijnlijk slechte advies van Reb Itzikel — tot ze hoorden dat alle joden die in Lviv waren gebleven, met Russische paspoorten, door de Duitsers waren opgepakt en vermoord.
Reb Itzikel en zijn volgelingen kwamen na de oorlog vrij uit de Siberische werkkampen waar ze de rest van de oorlog hadden gezeten. Ze trokken naar Antwerpen, waar ze aan de Mercatorstraat een groot huis in bezit namen. Vele hulpeloze, straatarme joden die in de oorlog al hun bezittingen en zelfs hun gezinnen kwijt waren geraakt zochten bij Reb Itzikel hulp en hij ving iedereen op.
Reb Yankele trok na de oorlog naar Wrocław (Breslau), waar hij dayan (rabbinaal rechter) werd. Bijna twee jaar lang verrichtte hij deze uiterst zware, gruwelijke taak, waarbij procedures zoals het verlenen van echtscheidingen aan mensen wier partner verdwenen (vermoord) was aan de orde van de dag waren. Ook bijna de gehele familie van Reb Yankele werd door de Duitsers vermoord. Uiteindelijk vertrok ook Reb Yankele naar Antwerpen, waar zijn schoonvader al woonde.
Nadat Reb Itzikel in 1976 op 95-jarige leeftijd tijdens Jom Kipoer overleed, werd zijn schoonzoon, Reb Yankele, de nieuwe Pshevorsker Rebbe.
Reb Yankele benadrukte het leren van Agada, wonderlijke inspirerende verhalen over grote tzaddikim uit voorgaande eeuwen. Zowel de Talmoedische Agada als verhalen over beroemde en minder beroemde tzaddikim uit de afgelopen eeuwen waren zeer belangrijk in zijn ogen.
In 1993 werd Reb Yankele ernstig ziek. Zijn laatste jaren bestonden uit hevige pijn en ernstig lijden, tot hij in 1999 overleed en zijn zoon, Rabbi Leibish Leiser, hem opvolgde als nieuwe Pshevorsker Rebbe.
Zowel Reb Yankele als Reb Itzele zijn in Nederland begraven, op de joodse begraafplaats van Putte, net over de grens in Noord-Brabant.